# Factor d'emissió

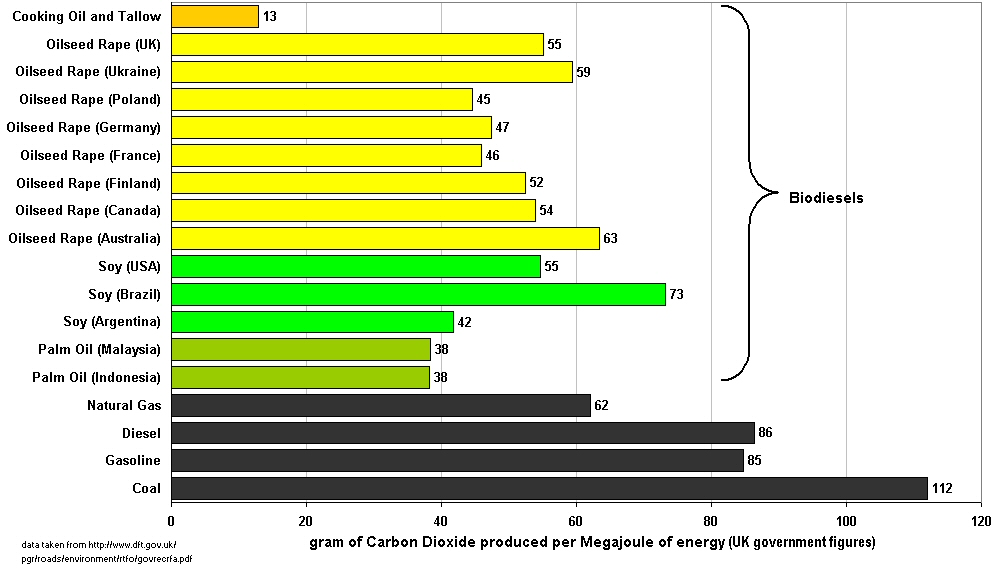
Gràfic del Regne Unit de les xifres de la intensitat de carboni dels biodièsels, i dels combustibles fòssils. En aquest gràfic se suposa que tots els biodièsels es cremen al seu país d'origen. També se suposa que el dièsel és produït a partir de les terres de cultiu ja existents en comptes de canviar l'ús del sòl

Un factor d'emissió o una intensitat d'emissió és la taxa mitjana d'emissions d'un pol·luent donat des d'una font donada amb relació a una activitat específica, per exemple grams de diòxid de carboni alliberat per megajoule d'energia produïda, o la proporció de les emissions de gasos amb efecte d'hivernacle i el PIB produït. El factor d'emissió s'utilitza per obtenir les estimacions dels contaminants de l'aire o les emissions de gasos amb efecte d'hivernacle segons la quantitat de combustible cremat, la produïda pels animals de ramaderia (segons els nivells de producció industrial), una distància recorreguda o dades d'activitat similar. El factor d'emissió també pot ser usat per comparar l'impacte ambiental dels diferents combustibles o activitats. El termes relacionats de factor d'emissió: la intensitat de carbonització o l'índex de carboni s'usen indistintament, però aquests "factors" han d'excloure el PIB agregat, i en ser "de carboni" exclouen els altres contaminants.